# Krasna Poljana
Krasna Poljana (bulgariska: Район Красна Поляна, Красна Поляна) är ett distrikt i Bulgarien.   Det ligger i kommunen Stolitjna Obsjtina och regionen Sofija-grad, i den västra delen av landet, 6 km väster om huvudstaden Sofia.
Runt Krasna Poljana är det i huvudsak tätbebyggt. Runt Krasna Poljana är det tätbefolkat, med 849 invånare per kvadratkilometer.